# Törebodabågar

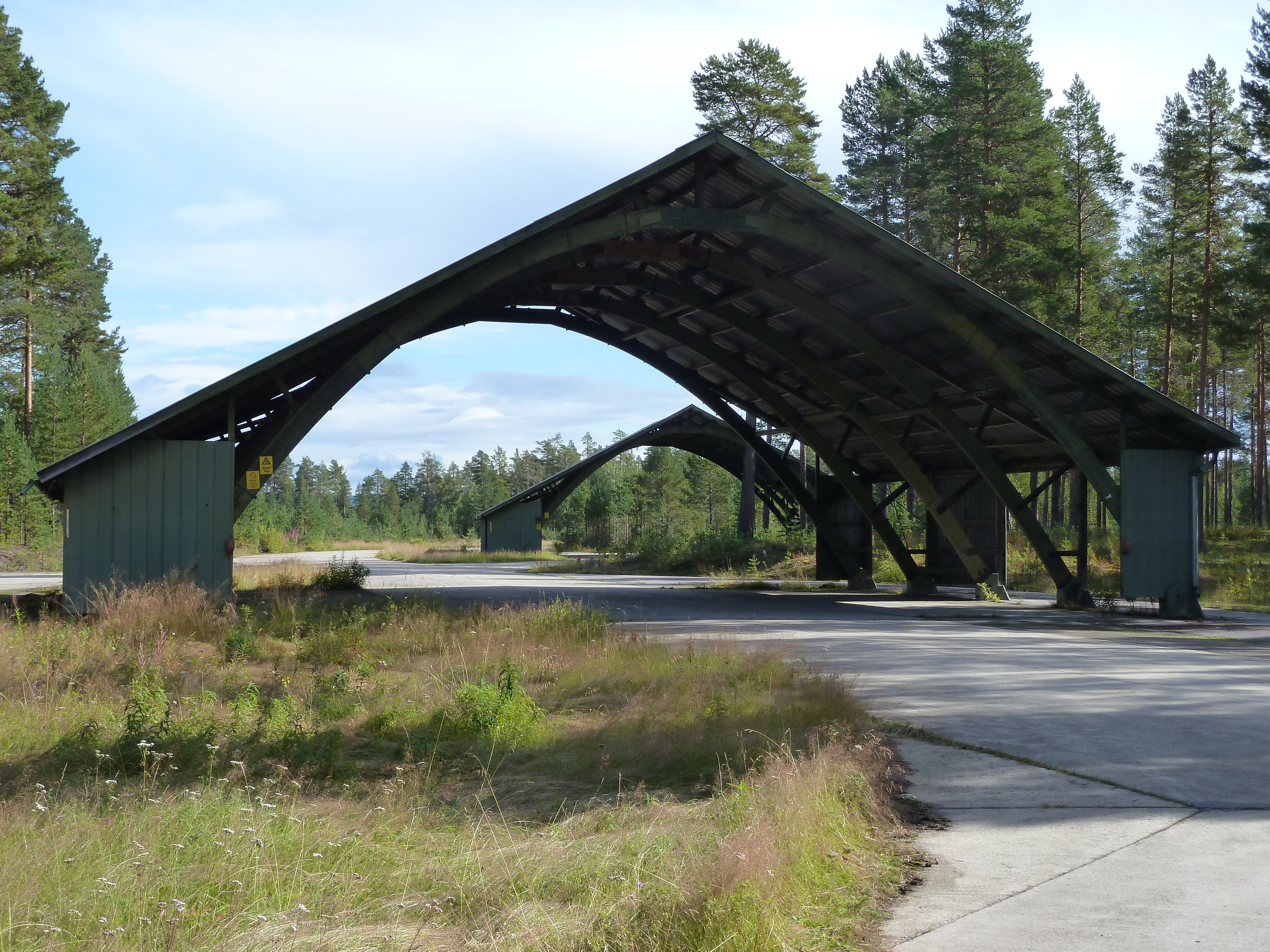
Törebodabågar vid Kubbe flygbas.

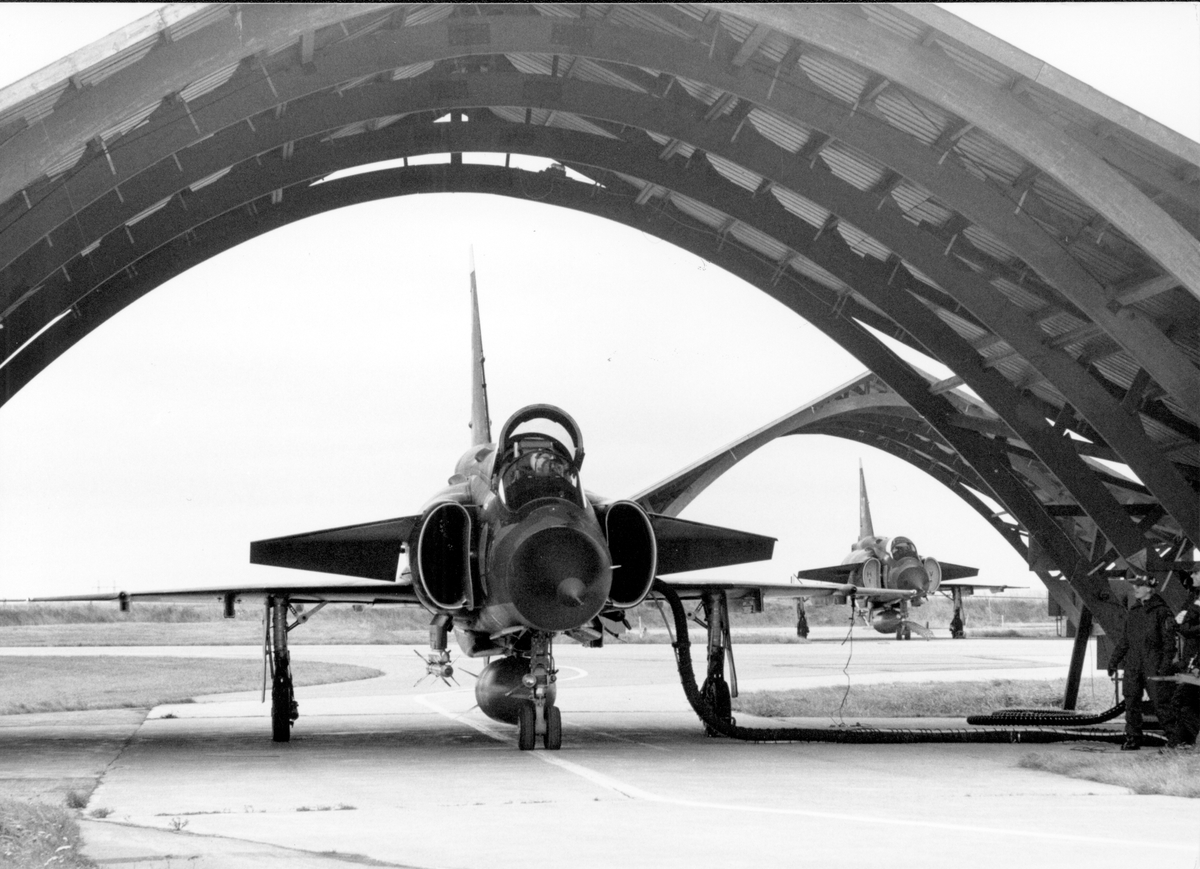
Klargöring av två flygplan, JA 37 Viggen, under Törebodabågar.

Törebodabågar är ett väderskydd för flygplan vid främre klargöringsområdet i anslutning till huvudlandningsbanan på flygbaser i Bas 60-systemet. 
Skyddet består av ett tak på välvda limträbalkar, klädda med trä- eller plåttak, och med en bredd och höjd som medger att hela flygplanet kan rymmas under taket. Namnet kommer efter leverantören av balkarna, Töreboda limträ. Väderskydden uppfördes på de flygplatser och flygbaser som användes mer regelbundet i syfte att skydda flygplanet och klargörningspersonalen mot nederbörd.